# Zemeros retiarius
Zemeros retiarius är en fjärilsart som beskrevs av Grose-smith 1895. Zemeros retiarius ingår i släktet Zemeros och familjen Riodinidae. Inga underarter finns listade i Catalogue of Life.